# Bisdom San Vicente del Caguán
Het bisdom San Vicente del Caguán (Latijn: Dioecesis Sancti Vincentii de Caguan) is een rooms-katholiek bisdom met als zetel San Vicente del Caguán, in Colombia. Het bisdom is suffragaan aan het aartsbisdom Florencia. 

## Geschiedenis
Het bisdom werd opgericht op 9 december 1985, als het apostolisch vicariaat San Vicente-Puerto Leguízamo, uit delen van het apostolisch vicariaat Florencia. In 2013 veranderde het tweemaal van naam; op 21 februari naar San Vicente, en op 26 november naar San Vicente del Caguán. Op 30 mei 2019 werd het verheven tot bisdom, en werd suffragaan aan het aartsbisdom Ibagué. Op 13 juli 2019 wisselde het van kerkprovincie en werd suffragaan aan het nieuw verheven aartsbisdom Florencia. 

## Parochies
Het bisdom had in 2020 een oppervlakte van 37.000 km2 en telde 117.250 inwoners waarvan 81,9% rooms-katholiek was.

## Ordinarii

### Apostolisch vicarissen
- Antonio Torasso (10 januari 1952 - 22 oktober 1960)
- Angelo Cuniberti (18 april 1961 - 15 november 1978)
- José Luis Serna Alzate (15 november 1978 - 9 december 1985)
- Luis Augusto Castro Quiroga (17 oktober 1986 - 2 februari 1998)

### Bisschoppen
- Francisco Javier Múnera Correa (28 november 1998 - 25 maart 2021)
  - Omar de Jesús Mejía Giraldo (apostolisch administrator: mei 2021 - heden)
- sedisvacatie

## Galerij van afbeeldingen

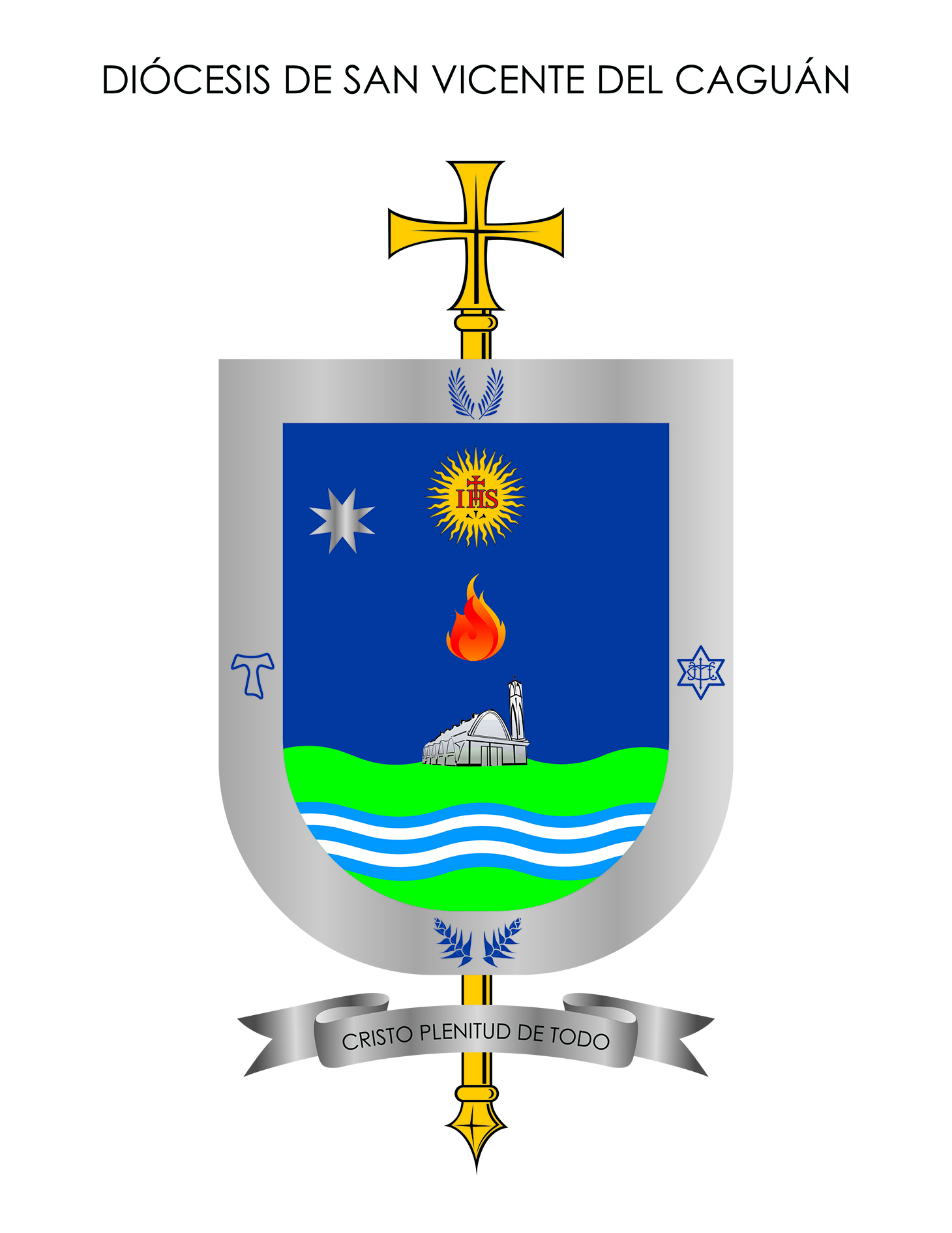
Wapen van het bisdom San Vicente del Caguán
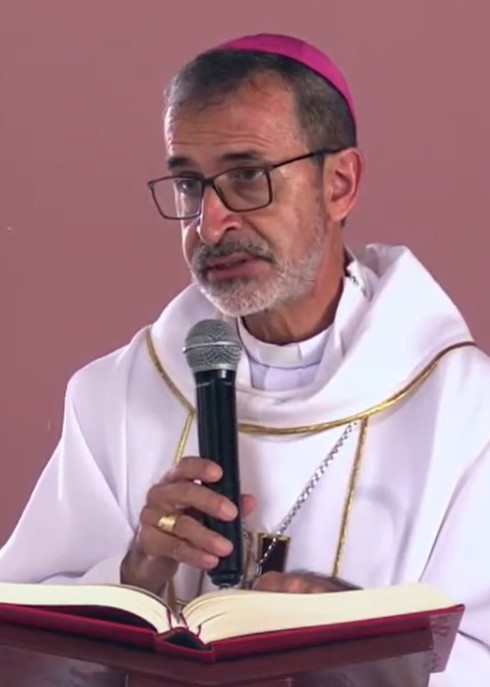
Bisschop Francisco Javier Múnera Correa (1998-2021)

Florencia (aartsbisdom) · Mocoa-Sibundoy · San Vicente del Caguán